# Benjamin Cauchy
Benjamin Cauchy, né le 20 décembre 1979, est un homme politique français, cadre commercial de profession. Issu du mouvement des Gilets jaunes, il rejoint ensuite les partis de droite et d'extrême droite Debout la France entre 2019 et 2021 puis Reconquête depuis 2021 jusqu'en juillet 2022. Désormais agent général d'assurances.

## Biographie
Benjamin Cauchy est un cadre commercial, ancien conseiller municipal UMP à Laon dans l'Aisne. Il se fait connaitre en Haute-Garonne lors du mouvement des Gilets jaunes qui éclate en novembre 2018. Il est contesté au sein du mouvement des Gilets jaunes et n'est pas désigné comme porte parole officiel de celui-ci. Il annonce dès le mois de novembre la création du mouvement politique Les Citrons « parce qu'on en a marre d'être pressés, on est jaune et nous, on a pas envie de pépins ». 
Lors des élections européennes de 2019, Benjamin Cauchy se présente sur la liste de Debout la France conduite par Nicolas Dupont-Aignan après avoir indiqué qu'une liste uniquement de Gilets jaunes serait une « erreur de fond et de forme ».
En 2020, Benjamin Cauchy s'installe à Vigneux-sur-Seine et se présente aux élections municipales de la ville avec le soutien de Nicolas Dupont-Aignan, député de la circonscription. Benjamin Cauchy était alors porte-parole de Debout la France. Il est élu conseiller municipal et, après avoir participé à trois conseils municipaux, il retourne vivre dans la région de Toulouse pour « raisons familiales ».
En septembre 2021, il soutient la candidature d'Éric Zemmour à l'élection présidentielle de 2022, affirmant la nécessite de « passer de cette contestation au bulletin ». Il devient porte-parole du parti Reconquête.
En juin 2022, lors des élections législatives, Benjamin Cauchy est le candidat de Reconquête ! dans la première circonscription de l'Aisne de la région des Hauts-de-France. Il est battu dès le premier tour avec 3,87 % des voix. Il quitte ses fonctions au sein du parti mais reste militant de Reconquête. Il lance un appel aux militants pour combler les pertes de sa campagne législative.
N'étant plus engagé politiquement depuis juillet 2022, Benjamin cauchy continue d'intervenir sur CNEWS, sud radio et d'autres médias comme chef d'entreprise. 